# 约翰·乔治·哈尔斯克

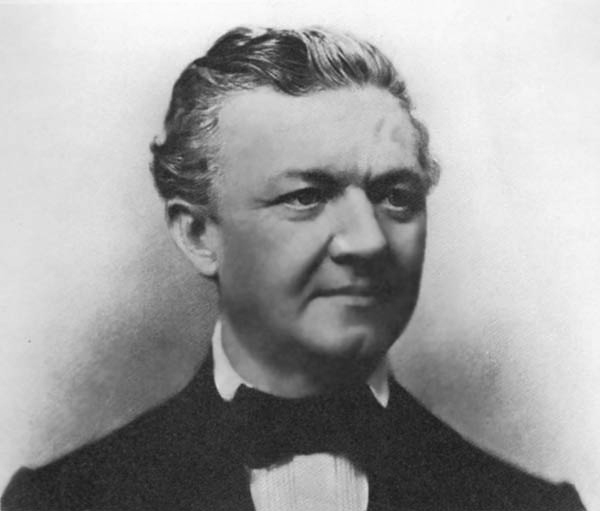

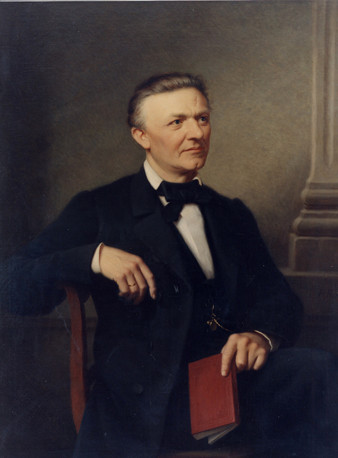

约翰·乔治·哈尔斯克 (德語：Johann Georg Halske, 1814年7月30日—1890年3月18日) 是一位德国工程师和企业家。

## 生平
1814年出生于汉堡，1844年在柏林创建自己的工作坊。1847年10月12日和维尔纳·冯·西门子在柏林创立了“西门子-哈尔斯克电报机制造公司”(西门子公司前身)。主要生产电报机，电动触发铁路警铃、绝缘线以及水表。1867年因为与西门子兄弟产生分歧而离开公司。之后成为柏林市政议员投入到城市建设管理和创建柏林装饰艺术博物馆工作中。虽然离开公司，但仍支持西门子公司的运营，和维尔纳·冯·西门子仍保持朋友关系直至1890年去世。